# РЖДстрой
Акционерное общество «РЖДстрой» — одна из крупнейших компаний в сфере транспортного строительства в России, дочернее
предприятие ОАО «Российские железные дороги». В структуре Общества 16 строительно-монтажных трестов,
ведущих работу на территории всей страны — от Калининграда до Южно-Сахалинска.
В списке выполненных работ — строительство высокоскоростных магистралей для поездов Сапсан и Аллегро, контейнерный терминал на станции Забайкальск; комплексная реконструкция участка Карымская — Забайкальск.
ОАО «РЖДстрой» было зарегистрировано 19 января 2006 года. Хозяйственная деятельность компании была начала с 1 апреля того же года. ОАО «РЖД» внесло в уставной капитал новой компании денежные средства, объекты недвижимости, машины и механизмы, оборудование и прочие активы строительно-монтажных трестов — филиалов ОАО «РЖД».

## Строительство высокоскоростных магистралей
В 2008 году Правительство РФ утвердило стратегию развития железнодорожного транспорта в России до 2030 года.
Важным структурным элементом программы развития железнодорожного транспорта в России стало развитие движения
высокоскоростных поездов, начало которому было положено 17 декабря 2009 года. В этот день отправился в первый рейс высокоскоростной поезд Сапсан. Генеральным подрядчиком строительства первой в России высокоскоростной магистрали выступило ОАО «РЖДстрой».
Для организации движения поезда Сапсан была модернизирована инфраструктура на направлении Москва -
Санкт-Петербург: проведена реконструкция земляного полотна, верхнего строения пути, контактной сети и тяговых подстанций, уложены высокоскоростные стрелочные переводы и др.
Следующим проектом, выполненным компанией в этом направлении работы, стала организация высокоскоростного движения на участке
Санкт-Петербург — Хельсинки. Первый скоростной поезд Аллегро был отправлен 12 декабря 2010 года.
С 2011 года ОАО «РЖДстрой» выступает единственными в России представителем компаний Vigier Rail и Sonneville, которые являются правообладателями метода железнодорожного строительства, технологии LVT (Low Vibration Track — путь пониженной вибрации).

## Строительство олимпийских объектов
Одним из наиболее масштабных проектов компании является участие в строительстве железнодорожной инфраструктуры в
Краснодарском крае в рамках подготовки к Олимпиаде.

## Материалы СМИ
- «Олимпийскими темпами» (интервью О. В. Тони о ходе строительства Олимпийских объектов)
- «От трестов к инновациям»
- ОАО «РЖД» продолжает восстанавливать транскорейскую магистраль (недоступная ссылка)
- На магнитном подвесе (о будущем высокоскоростных магистралей)
- «РЖДстрой» запустил в Сызрани выпуск бетонных блоков по технологии LVT
- «РЖД» построили 1-ю очередь железной дороги Карабула-Ярки стоимостью 5 млрд руб.
- «Альпине-РЖДстрой ГмбХ»: проба сил (недоступная ссылка)
- «РЖДстрой» начал прокладывать ветку Карабула — Ярки
- «РЖДстрой» и австрийская Alpine Bau построят два тоннеля в Сочи
- Создано СП «РЖДстрой» и «Альпине Бау Гмбх» — «Альпине-РЖДстрой»
- «РЖДстрой» подписал контракт на работы по реконструкции участка Хасан-Раджин
- У «РЖДстроя» пропали конкуренты
- Владимир Якунин: в 2009 году на Октябрьской железной дороге будет запущен высокоскоростной поезд «Сапсан»
- «РЖДстрой» готовит трассу для скоростных «Сапсанов»